# 유로패엄

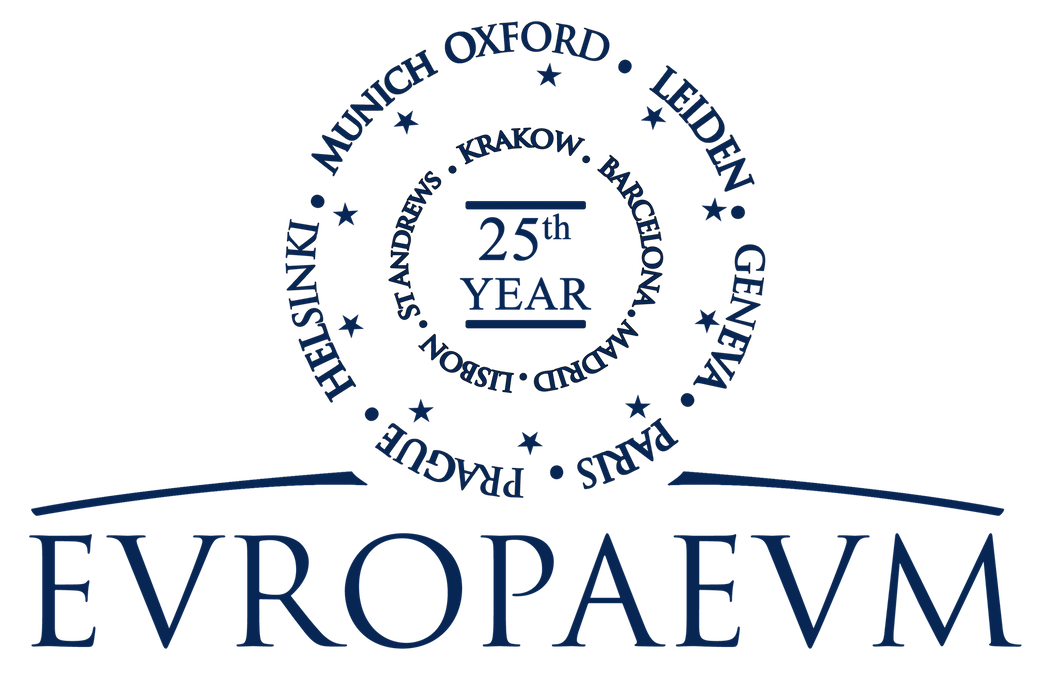

유로패엄(Europaeum)은 10대 선도 유럽 대학교들의 조직이다. 이 조직은 1990-1991년 와이덴펠트 공과 론니 그리어슨 경이 옥스퍼드 대학교와 그와 관련된 다른 유럽의 고등 교육 기관의 유럽에 대한 학문의 배양을 통해 교육의 발전을 지원하기 위해서, 이들 기관들 간의 대학 직원과 학생의 운동을 위해서, 그리고 유럽인들의 언어, 역사, 문화의 학습과 직업에 대한 연구를 위해서,만들어졌다.
유로패엄은 유럽 역사와 문명에 대한 연합 MA 프로그램을 운영한다. 이 프로그램의 참여 대학은 레이던 대학교, 파리 제1대학교 그리고 옥스퍼드 대학교이다. 유로패엄은 또한 여름학교와 컨퍼런스를 조직한다.
유로패엄의 사무총장은 폴 플래더 박사이다.
| 깃발     | 대학교                      |
| -------- | --------------------------- |
| 이탈리아 | 볼로냐 대학교               |
| 체코     | 카를로바 대학교             |
| 핀란드   | 헬싱키 대학교               |
| 프랑스   | 파리 제1대학교              |
| 독일     | 본 대학교                   |
| 네덜란드 | 레이던 대학교               |
| 폴란드   | 야기엘로니안 대학교         |
| 스페인   | 마드리드 콤플루텐세 대학교  |
| 스위스   | 국제개발 연구대학원, 제네바 |
| 영국     | 옥스퍼드 대학교             |
| 포르투갈 | 포르투갈 가톨릭 대학        |

## 같이 보기
- 안네 드라이델은 초기에 옥스퍼드와 본 대학이 자매결연을 맺게 하였다.